# 19487 Росскоулмен
19487 Росскоулмен (19487 Rosscoleman) — астероїд головного поясу, відкритий 23 квітня 1998 року.
Тіссеранів параметр щодо Юпітера — 3,501.